# Ériocitrine
L'ériocitrine est un composé organique de la famille des flavanones, un sous-groupe de flavonoïdes. C'est plus précisément un hétéroside de flavanone, le 7-O-rutinoside de l'ériodictyol. Elle est naturellement abondante en premier lieu chez le citron,, puis la lime, le sudachi ou le sambokan . La présence de 2 groupements -OH sur le noyau B est à l'origine d'une activité antioxydante élevée (0,838 [ABTS], 1,009 [DPPH]).
On l'appelle couramment le flavonoïde du citron ou des agrumes, car c'est l'un des pigments qui donne sa couleur aux fruits et aux fleurs.

## Potentiel pharmacologique
Il est vendu comme complément alimentaire, en général en association avec des vitamines B et C, bien qu'aucun bénéfice médical n'ait été expérimentalement démontré chez l'humain. L'étude de l'ériocitrine s'intensifie depuis 2015. Pour autant «le métabolisme humain de l'ériocitrine est à peine connu» écrivent María Ángeles Ávila-Gálvez et al. en 2021. 
L' étude pharmacocinétique exploratoire que cette équipe a réalisée sur 2 groupes de volontaires qui consomment l'un de l'extrait d'orange riche en hespéridine et l'autre un extrait de citron riche en ériocitrine confirme que l'extrait de citron fournit plus de métabolites de flavanone circulants et des concentrations plus élevées que l'extraits d'orange. «La consommation à long terme d'extrait de citron pourrait être suffisante pour exercer des effets bénéfiques sur la santé même chez les individus dits à faible producteur» concluent prudemment ces auteurs.
Les publications académiques en modèle murin montrent de leur côté une biodisponibilité assez brève (même si sa solubilité est plus élevée que celle de l'hespéridine) et donnent des propriétés antioxydantes et antistéatosiques, inhibition des inflammations parodontales, inhibition limitée du stress résultant de l'insuffisance rénale aiguë, amélioration effective de l'atrophie musculaire, effet hypolipidémiant. In vitro (2021) c'est l'effet anti-tumoral (prolifération cellulaire des cellules souches dans le tendon) qui permet à une équipe chinoise d'écrire qu'il est un nouvel agent chimio-thérapeutique potentiel du cancer.